# 天命 (后金)
天命（穆麟德轉寫：abkai fulingga；1616年－1626年）是清太祖努尔哈赤建立后金後使用的年号，共沿用11年。亦是後金汗國的首個年號。

## 争议
有学者认为1636年建元崇德之前，后金只使用汗号纪年，实际并无年号。《清实录》用“建元天命”，是编者附会汉制所做。然而，大金天命云板等文物均可证明“天命”等年号确实存在。

## 改元
- 天命元年——努尔哈赤于赫图阿拉城建立后金，改元天命。[4]
- 天命十一年——八月，努爾哈赤去世。九月一日，皇太極即位，有詔明年改元天聰。[5]

## 大事记
- 天命三年——明朝偏袒葉赫部，努爾哈赤頒佈「七大恨」
- 天命四年3月——後金發動薩爾滸之戰，取得了決定性的勝利
- 天命六年——努爾哈赤遷都遼陽，興建東京城
- 天命七年——努爾哈赤大敗熊廷弼和王化貞，奪取廣寧
- 天命十年——遷都瀋陽，改瀋陽為盛京
- 天命十年1月——攻打寧遠，遭袁崇煥以葡萄牙製的紅夷大炮擊敗，兵退瀋陽
- 同年4月——征蒙古喀爾喀
- 同年5月——毛文龍進攻鞍山，努爾哈赤回師盛京
- 同年7月——努爾哈赤身患毒疽
- 同年7月13日——往清河湯泉療養
- 同年8月7日——大漸(病危)
- 同年8月11日——順太子河而下，病逝於靉福陵隆恩門雞堡

## 公元纪年对照表
| 天命 | 元年   | 二年   | 三年   | 四年   | 五年   | 六年   | 七年   | 八年   | 九年   | 十年   |
| ---- | ------ | ------ | ------ | ------ | ------ | ------ | ------ | ------ | ------ | ------ |
| 公元 | 1616年 | 1617年 | 1618年 | 1619年 | 1620年 | 1621年 | 1622年 | 1623年 | 1624年 | 1625年 |
| 干支 | 丙辰   | 丁巳   | 戊午   | 己未   | 庚申   | 辛酉   | 壬戌   | 癸亥   | 甲子   | 乙丑   |
| 天命 | 十一年 |        |        |        |        |        |        |        |        |        |
| 公元 | 1626年 |        |        |        |        |        |        |        |        |        |
| 干支 | 丙寅   |        |        |        |        |        |        |        |        |        |

## 同期存在的其他政权年号
- 中國
  - 万历（1573年－1620年）：明—明神宗朱翊鈞之年号
  - 泰昌（1620年）：明—明光宗朱常洛之年号
  - 天启（1621年－1627年）：明—明熹宗朱由校之年号
  - 弘武（1619年）：明朝时期—李新之年号
  - 天真混（1619年）：明朝时期—李文之年号
  - 瑞应（1621年－1629年）：明朝时期—奢崇明之年号
  - 大成兴盛（大乘兴胜）（1622年）：明朝时期—徐鸿儒之年号
  - 一統（1622年）：明朝時期—鄭振明擬用之年號
  - 玄静（1622年）：明朝时期—万俟德之年号
  - 懿德（1624年）：明朝時期—楊桓、楊從儒之年號
  - 寬和（1625年）：明朝時期—浙江海寇之年號
- 越南
  - 弘定 （1600年－1618年）：后黎朝—敬宗黎维新之年号
  - 永祚 （1618年－1629年）：后黎朝—神宗黎维祺之年号
  - 隆泰 （1594年－1628年）：莫朝—莫敬宽之年号
- 日本
  - 元和（1615年－1624年）：后水尾天皇之年號
  - 寬永（1624年－1644年）：后水尾天皇、明正天皇、后光明天皇之年號

## 深入阅读
- 李崇智. . 北京: 中华书局. 2004年12月. ISBN 7101025129.
- 蔡美彪.  (历史研究1987年第3期). 北京: 中國歷史研究院. 1987年6月. ISSN 04591909.
- 鄧洪波. . 臺北: 國立臺灣大學東亞經典與文化研究計劃. 2005年3月  [2007年3月10日]. ISBN 978-986-00-0518-9. （原始内容 (pdf)存档于2007年8月25日） （中文）.

| 前一年號： － | 中國清朝年號 | 下一年號： 天聪 |